# Muzeum fotografie „Dům Metenkova“
Muzeum fotografie „Dům Metenkova“ (rusky Фотографический музей «Дом Метенкoва») je jedna z poboček Muzea historie Jekatěrinburgu (Музей истории Екатеринбурга). Nachází se v někdejším domě významného uralského fotografa Veniamina Metenkova na rohu ulic Karla Liebknechta a Pěrvomajské (dříve Vozněsenskij prospekt a ulice Klubnaja) ve městě Jekatěrinburgu, správním centru Sverdlovské oblasti Ruské federace. Expozice tohoto jediného muzea fotografie v oblasti Uralu byly slavnostně otevřeny v roce 1998.

## Historie domu
Na plánu města Jekatěrinburgu, zpracovaném mezi roky 1818 až 1825, byl pozemek na Vozněsenském prospektu vyhrazen pro vybudování městské usedlosti (rusky усадьба, typ panského sídla v Rusku). V roce 1856 na tomto místě Nikolaj Miloradov, duchovní z chrámu svaté Kateřiny v Jekatěrinburgu (Екатерининский собор), postavil přízemní, převážně dřevěný dům se sedmi okny na čelní fasádě. Součástí domu byl dvůr s hospodářskými objekty a květinová zahrada. V 70. letech 19. století dům č. 36 získal krasnoufimský kupec Nikolaj Barchatov, který v roce 1888 dům přestavěl na částečně zděný a zvýšil jej o další patro.
V roce 1895 krátce po uzavření sňatku s fotografem Veniaminem Metenkovem koupila dům Metenkova manželka Jevdokije Vasiljevna, rozená Ožegová. Prostředky na zakoupení domu jí poskytla její zámožná starší sestra Tatjana Vasiljevna Ožegová.

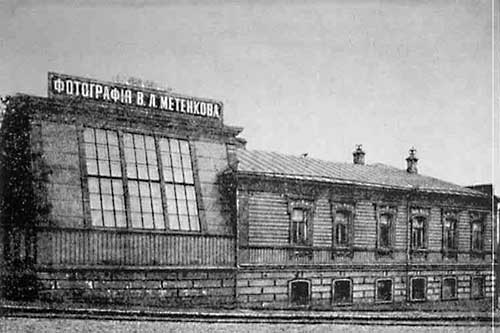
Fotografický ateliér V. Metenkova na snímku z roku 1915

Po stavebních úpravách byl v prvním poschodí otevřen první obchod, nazvaný „Sklad fotografických potřeb E. V. Metenkové“ (Склад фотографических принадлежностей Е. В. Метенковой). O tři roky později byl v severní část domu ( č. 20 v ulici Klubnaja) vybudován fotografický ateliér s dřevěnou konstrukcí a šikmou prosklenou fasádou. Tato přístavba, která zde existovala do roku 1916, kdy byl ateliér rozebrán a nahrazen dalšími obytnými místnostmi, nesla označení „Fotografie V. L. Metenkova“ („Фотография В.Л. Метенкова“). Od roku 1901 byl obchod v přízemí domu přejmenován na „Sklad fotografických potřeb V. L. Metenkova“. Celá plocha domu byla 133 čtverečních ruských sáhů (stará ruská míra сажень, 2,1336 metru), tj. zhruba 284 m². Obytné místnosti v prvním poschodí byly vybaveny z hlediska tehdejší doby velmi komfortně, mj. zde byly splachovací toalety a koupelna s nádrží na teplou vodu. Z architektonického hlediska byly při přestavbách domu uplatněny některé prvky v klasicistním a secesním stylu.
K zásadní změně ve využití domu došlo v roce 1919, kdy vládu nad Jekatěrinburgem převzala vítězná Rudá armáda. V. Metenkovi, který tehdy uprchl k sestře do Tomska a do Jekatěrinburgu se vrátil až v roce 1922, byl dům neprodleně znárodněn. Napřed dům využívala armáda, pak zde bylo agitačně-plakátovací oddělení a fotolaboratoř uralské pobočky Ruské telegrafní agentury. Od roku 1923 bylo v budově umístěno zdravotnické zařízení na léčbu pacientů s tuberkulózou a laboratoře. Potřebám zdravotnictví sloužila budova až do roku 1982, poté zde sídlily další instituce.
Na základě rozhodnutí Sverdlovského oblastního výkonného výboru (Свердловский облисполком) č. 75 ze dne 18. února 1991 byl dům č. 36 na ulici Karla Liebknechta prohlášen kulturní památkou. V roce 1996 v přízemí budovy místní podnikatel otevřel obchod s fotografickými potřebami, nazvaný „Фотографический магазин Метенкова“, odkazující na někdejší využití domu.

## Muzeum

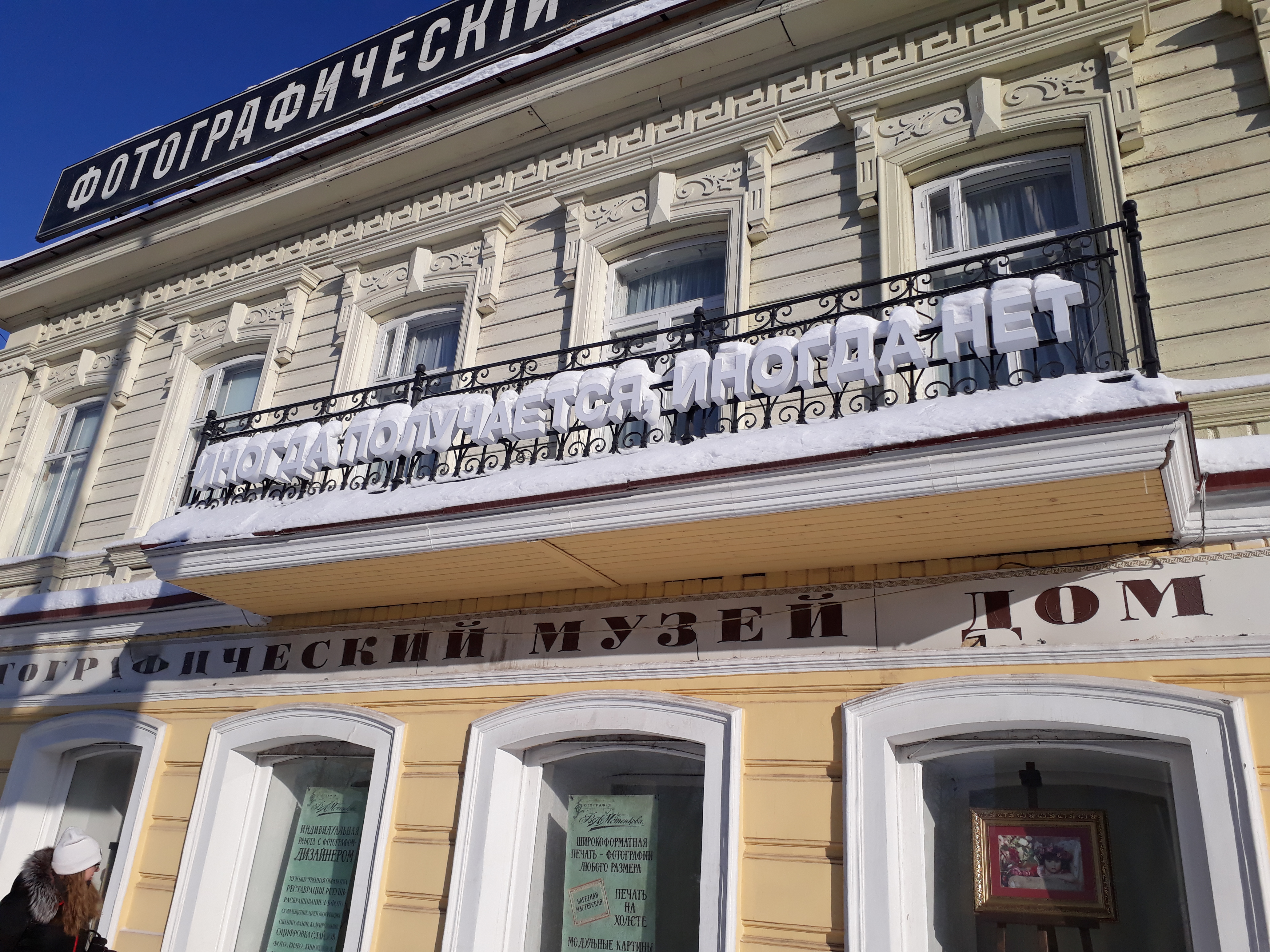
Průčelí domu V. Metenkova

První kroky, související z přípravou zřízení muzea fotografie, byly učiněny v roce 1993, kdy se vedení města Jekatěrinburgu přiklonilo k názorům místních vlastivědných pracovníků a historiků a odmítlo původní plány na zbourání starého domu. Rozhodnutí o zřízení muzea bylo schváleno 22. listopadu 1993 a o již o necelé tři týdny později, 11. prosince 1993, zde byla otevřena první fotografická výstava. Muzeum fotografie „Dům Metenkova“ bylo jako pobočka Muzea historie Jekatěrinburgu slavnostně otevřeno 10. srpna 1998. Základem muzejních fondů a expozic se stala soukromá sbírka zhruba deseti tisíc různých předmětů – fotografií, pohlednic, fotografické techniky, plakátů, knih a časopisů – kterou místní sběratel Jevgenij Birjukov, vlastivědný badatel a fotograf, věnoval zdarma nově zřízenému muzeu fotografie.
V dalších letech se muzeum postupně proměnilo v multifunkční kulturní středisko. Kromě stálých i časově omezených výstav fotografií se muzeum věnuje rovněž multimediálním programům a mezinárodním projektům v oblasti fotografie, na nichž spolupracuje s podobně zaměřenými institucemi v Německu, Francii, Velké Británii, České republice, Polsku a Švýcarsku. V roce 2016 bylo s pomocí grantu, poskytnutého nadací ruského miliardáře Vladimíra Potanina, v areálu muzea zřízeno art-centrum, nazvané „Новые истории Екатеринбурга“ („Nové příběhy Jekatěrinburgu“), které slouží jako tvůrčí dílna pro fotografy a výtvarné umělce, a to jak pro zájemce z uralského regionu, tak i z dalších míst Ruska, včetně hostů ze zahraničí.